# Im Grund 4, 6, 8, 10, 14 (Flechtingen)

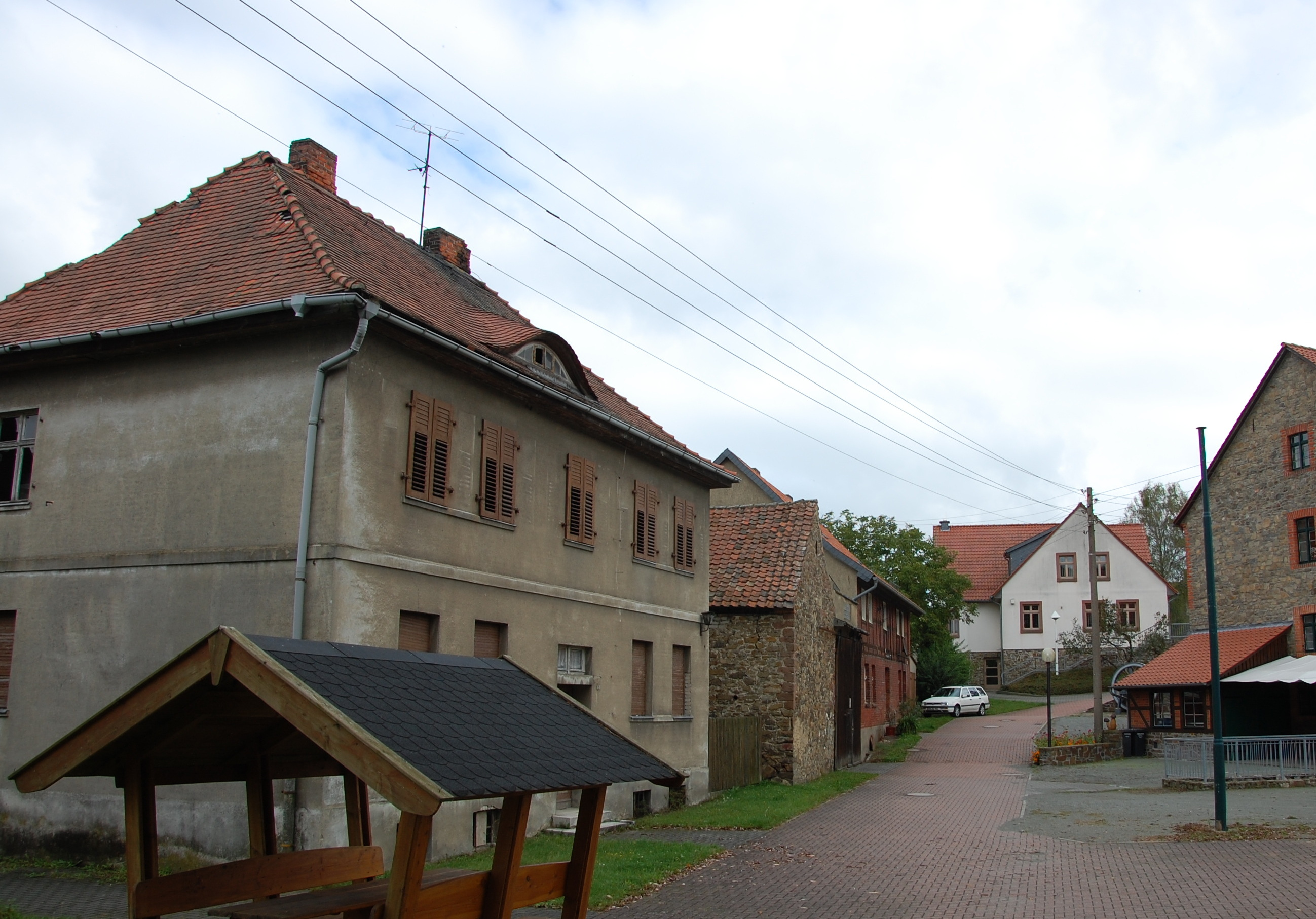
Häusergruppe Im Grund 4, 6, 8, 10, 14

Im Grund 4, 6, 8, 10, 14 ist die im örtlichen Denkmalverzeichnis eingetragene Bezeichnung für eine denkmalgeschützte Häusergruppe in Flechtingen in Sachsen-Anhalt.

## Lage
Die Häusergruppe befindet sich im westlichen Teil Flechtingens, nördlich der Behnsdorfer Straße. Etwas weiter südlich befindet sich das Schloss Flechtingen.

## Architektur und Geschichte
Die Häusergruppe stellt einen dörflichen Wirtschaftsstandort dar und gilt als Denkmal der Orts- und Wirtschaftsgeschichte. Sie wird als in seltener Geschlossenheit erhaltene historische Funktionseinheit angesehen.
Zum Ensemble gehören neben der Schlossmühle (Im Grund 4), die auch als Einzeldenkmal geführt wird, ein großer Bauernhof (Im Grund 6), eine Molkerei (Im Grund 10) sowie eine Brennerei (Im Grund 14). Zur Häusergruppe gehört darüber hinaus auch das in den 1930er Jahren entstandene, nicht dem dörflichen Stil der Umgebungsbebauung entsprechende Wohnhaus Im Grund 8.
Ältester Teil des Ensembles ist die in ihrem Kern noch aus der Zeit des Barock stammende Schlossmühle. Eine Datierung verweist auf das Jahr 1695. 1928 entstand ein Turbinenhaus. Der Bauernhof wurde in der ersten Hälfte des 19. Jahrhunderts errichtet und gehört zu den wenigen weitgehend vollständig erhaltenen Höfen dieser Zeit in Flechtingen. Darauf abgestimmt präsentiert sich das Wohnhaus Im Grund 8. Molkerei und Brennerei entstanden im späten 19. Jahrhundert als schlichte Backsteingebäude.